# Immeln
Immeln è un'area urbana della Svezia situata nel comune di Östra Göinge, contea di Scania.
La popolazione rilevata nel censimento 2010 era di 278 abitanti .